# Ballspielverein Borussia 09 Dortmund 1991-1992
Questa voce raccoglie le informazioni riguardanti il Ballspielverein Borussia 09 Dortmund nelle competizioni ufficiali della stagione 1991-1992.

## Stagione
Nella stagione 1991-1992 il Borussia Dortmund, allenato da Ottmar Hitzfeld, concluse il campionato di Bundesliga al 2º posto. In Coppa di Germania il Borussia Dortmund fu eliminato al terzo turno dall'Hannover 96.

## Rosa
| N. |                     | Ruolo | Calciatore         |
| -- | ------------------- | ----- | ------------------ |
|    | Germania (bandiera) | P     | Wolfgang de Beer   |
|    | Germania (bandiera) | P     | Stefan Klos        |
|    | Russia (bandiera)   | D     | Sergey Gorlukovich |
|    | Germania (bandiera) | D     | Uwe Grauer         |
|    | Germania (bandiera) | D     | Thomas Helmer      |
|    | Germania (bandiera) | D     | Steffen Karl       |
|    | Germania (bandiera) | D     | Günter Kutowski    |
|    | Germania (bandiera) | D     | Peter Quallo       |
|    | Germania (bandiera) | D     | Bodo Schmidt       |
|    | Germania (bandiera) | D     | Michael Schulz     |
|    | Germania (bandiera) | C     | Günter Breitzke    |
|    | Germania (bandiera) | C     | Thomas Franck      |

| N. |                      | Ruolo | Calciatore         |
| -- | -------------------- | ----- | ------------------ |
|    | Germania (bandiera)  | C     | Tim Gutberlet      |
|    | Germania (bandiera)  | C     | Dirk Hofmann       |
|    | Germania (bandiera)  | C     | Wolfgang Homberg   |
|    | Germania (bandiera)  | C     | Michael Lusch      |
|    | Germania (bandiera)  | C     | Gerhard Poschner   |
|    | Germania (bandiera)  | C     | Knut Reinhardt     |
|    | Germania (bandiera)  | C     | Michael Rummenigge |
|    | Germania (bandiera)  | C     | Michael Zorc       |
|    | Svizzera (bandiera)  | A     | Stéphane Chapuisat |
|    | Germania (bandiera)  | A     | Frank Mill         |
|    | Danimarca (bandiera) | A     | Flemming Povlsen   |
|    | Germania (bandiera)  | A     | Jürgen Wegmann     |

## Organigramma societario
Area tecnica
- Allenatore: Ottmar Hitzfeld
- Allenatore in seconda: Michael Henke, Lothar Huber
- Preparatore dei portieri:
- Preparatori atletici: Günter Jonczyk

## Calciomercato

### Sessione estiva
| Acquisti | Acquisti           | Acquisti         | Acquisti |
| R.       | Nome               | da               | Modalità |
| -------- | ------------------ | ---------------- | -------- |
| A        | Stéphane Chapuisat | Uerdingen 05     |          |
| C        | Wolfgang Homberg   | SC Brück         |          |
| C        | Knut Reinhardt     | Bayer Leverkusen |          |
| D        | Bodo Schmidt       | Unterhaching     |          |

| Cessioni | Cessioni        | Cessioni         | Cessioni |
| R.       | Nome            | a                | Modalità |
| -------- | --------------- | ---------------- | -------- |
| A        | Martin Driller  | St. Pauli        |          |
| D        | Robert Nikolic  | St. Pauli        |          |
| C        | Stefan Strerath | Waldhof Mannheim |          |

### Sessione invernale
| Acquisti | Acquisti | Acquisti | Acquisti |
| R.       | Nome     | da       | Modalità |
| -------- | -------- | -------- | -------- |

| Cessioni | Cessioni | Cessioni | Cessioni |
| R.       | Nome     | a        | Modalità |
| -------- | -------- | -------- | -------- |

## Risultati

### Bundesliga

#### Girone di andata
| Arbitro: | Harder |

|                       |           |                            |
| Hermann 2’ Scholl 77’ | Marcatori | 22’ Chapuisat 82’ Breitzke |

| Arbitro: | Fux |

|               |           |            |
| Mill 68’, 73’ | Marcatori | 79’ Allofs |

| Arbitro: | Mierswa |

|                                                          |           |               |
| Böger 28’ Sedláček 45’, 68’ Spies 47’ (rig.), 82’ (rig.) | Marcatori | 66’ Chapuisat |

| Arbitro: | Dellwing |

|                                   |           |              |
| Mill 3’ Reinhardt 36’ Povlsen 90’ | Marcatori | 79’ Andersen |

| Arbitro: | Neuner |

|                                                                              |           |                          |
| Anderbrügge 22’ Güttler 63’ (rig.) Luginger 72’ Schlipper 88’ Sendscheid 90’ | Marcatori | 35’ Schulz 85’ Chapuisat |

| Arbitro: | Amerell |

|                                             |           |  |
| Chapuisat 65’, 72’ Poschner 76’ Schmidt 88’ | Marcatori |  |

| Bochum 31 agosto 1991, ore 15:30 CEST 7ª giornata | Bochum    | 0 – 0 referto | Borussia Dortmund | Ruhrstadion (31 000 spett.)\| Arbitro: \| Scheuerer \| |
| Arbitro:                                          | Scheuerer |               |                   |                                                        |

| Arbitro: | Habermann |

|                                            |           |            |
| Mill 37’ Rummenigge 69’ (rig.) Povlsen 76’ | Marcatori | 14’ Banach |

| Arbitro: | Osmers |

|                               |           |  |
| Degen 36’, 42’, 64’ Hotić 77’ | Marcatori |  |

| Arbitro: | Schmidhuber |

|                       |           |                        |
| Lusch 5’ Poschner 18’ | Marcatori | 13’ (rig.), 73’ Furtok |

| Arbitro: | Fröhlich |

|                                 |           |  |
| Weber 21’ Sippel 55’ Möller 71’ | Marcatori |  |

| Arbitro: | Theobald |

|                                          |           |                                    |
| Chapuisat 35’, 69’ Rummenigge 38’ (rig.) | Marcatori | 59’ (aut.) Reinhardt 79’ Friedmann |

| Arbitro: | Heynemann |

|  |           |                                                    |
|  | Marcatori | 25’ Rummenigge 47’ Povlsen 87’ (aut.) Hillringhaus |

| Arbitro: | Malbranc |

|                                                 |           |          |
| Novodomsky 64’ (aut.) Povlsen 78’ Chapuisat 90’ | Marcatori | 69’ Kula |

| Dortmund 26 ottobre 1991, ore 15:30 CET 15ª giornata | Borussia Dortmund | 0 – 0 referto | Stoccarda | Westfalenstadion (45 400 spett.)\| Arbitro: \| Berg \| |
| Arbitro:                                             | Berg              |               |           |                                                        |

| Arbitro: | Föckler |

|           |           |               |
| Salou 63’ | Marcatori | 55’ Chapuisat |

| Arbitro: | Prengel |

|               |           |             |
| Chapuisat 65’ | Marcatori | 90’ Greiser |

| Arbitro: | Weber |

|  |           |                              |
|  | Marcatori | 69’ Rummenigge 79’ Chapuisat |

| Arbitro: | Best |

|                                  |           |             |
| Rummenigge 37’ Tarnat 77’ (aut.) | Marcatori | 40’ Tönnies |

#### Girone di ritorno
| Arbitro: | Stenzel |

|             |           |  |
| Povlsen 42’ | Marcatori |  |

| Arbitro: | Amerell |

|  |           |           |
|  | Marcatori | 34’ Lusch |

| Arbitro: | Strampe |

|                                             |           |          |
| Wahl 4’ (aut.) Rummenigge 34’, 76’ Karl 66’ | Marcatori | 73’ Dowe |

| Arbitro: | Assenmacher |

|          |           |            |
| Rahn 60’ | Marcatori | 34’ Helmer |

| Arbitro: | Föckler |

|                             |           |  |
| Chapuisat 29’ Reinhardt 75’ | Marcatori |  |

| Dresda 22 febbraio 1992, ore 15:30 CET 25ª giornata | Dinamo Dresda | 0 – 0 referto | Borussia Dortmund | Rudolf-Harbig-Stadion (18 000 spett.)\| Arbitro: \| Dellwing \| |
| Arbitro:                                            | Dellwing      |               |                   |                                                                 |

| Arbitro: | Osmers |

|                |           |             |
| Rummenigge 69’ | Marcatori | 55’ Wegmann |

| Arbitro: | Strigel |

|          |           |                        |
| Götz 57’ | Marcatori | 49’ Chapuisat 62’ Zorc |

| Arbitro: | Schmidhuber |

|                                    |           |           |
| Chapuisat 30’ Zorc 45’, 51’ (rig.) | Marcatori | 87’ Kranz |

| Arbitro: | Fux |

|            |           |               |
| Furtok 33’ | Marcatori | 28’ Chapuisat |

| Arbitro: | Ziller |

|                       |           |                           |
| Zorc 10’ Poschner 51’ | Marcatori | 3’ Yeboah 55’ Falkenmayer |

| Arbitro: | Kasper |

|                            |           |               |
| Zárate 12’ (rig.) Wück 28’ | Marcatori | 34’ Chapuisat |

| Arbitro: | Steinborn |

|                                         |           |  |
| Rummenigge 19’ Franck 59’ Chapuisat 81’ | Marcatori |  |

| Arbitro: | Heynemann |

|  |           |                |
|  | Marcatori | 52’ Rummenigge |

| Arbitro: | Harder |

|                                               |           |                        |
| Helmer 32’ (aut.) Walter 45’, 67’ Gaudino 90’ | Marcatori | 14’ Povlsen 84’ Helmer |

| Arbitro: | Stenzel |

|               |           |                            |
| Zorc 74’, 90’ | Marcatori | 10’ Pflipsen 46’ Schneider |

| Arbitro: | Schmidhuber |

|  |           |               |
|  | Marcatori | 64’ Chapuisat |

| Arbitro: | Wiesel |

|                                         |           |              |
| Chapuisat 37’ Reinhardt 67’ Povlsen 85’ | Marcatori | 88’ Jorginho |

| Arbitro: | Merk |

|  |           |              |
|  | Marcatori | 9’ Chapuisat |

### Coppa di Germania
| Arbitro: | Heynemann |

|  |           |                         |
|  | Marcatori | 72’ Rummenigge 80’ Mill |

| Arbitro: | Schmidt |

|                           |           |                                      |
| Schmidt 20’ Chapuisat 28’ | Marcatori | 71’ Grün 82’ Breitenreiter 89’ Klütz |

## Statistiche

### Statistiche di squadra
| Competizione      | Punti | In casa | In casa | In casa | In casa | In casa | In casa | In trasferta | In trasferta | In trasferta | In trasferta | In trasferta | In trasferta | Totale | Totale | Totale | Totale | Totale | Totale | DR  |
| Competizione      | Punti | G       | V       | N       | P       | Gf      | Gs      | G            | V            | N            | P            | Gf           | Gs           | G      | V      | N      | P      | Gf     | Gs     | DR  |
| ----------------- | ----- | ------- | ------- | ------- | ------- | ------- | ------- | ------------ | ------------ | ------------ | ------------ | ------------ | ------------ | ------ | ------ | ------ | ------ | ------ | ------ | --- |
| Bundesliga        | 52    | 19      | 13      | 6       | 0       | 44      | 18      | 19           | 7            | 6            | 6            | 22           | 29           | 38     | 20     | 12     | 6      | 66     | 47     | +19 |
| Coppa di Germania | -     | 1       | 0       | 0       | 1       | 2       | 3       | 1            | 1            | 0            | 0            | 2            | 0            | 2      | 1      | 0      | 1      | 4      | 3      | +1  |
| Totale            | 52    | 20      | 13      | 6       | 1       | 46      | 21      | 20           | 8            | 6            | 6            | 24           | 29           | 40     | 21     | 12     | 7      | 70     | 50     | +20 |

### Andamento in campionato
| Giornata  | 1 | 2 | 3  | 4 | 5  | 6 | 7  | 8 | 9  | 10 | 11 | 12 | 13 | 14 | 15 | 16 | 17 | 18 | 19 | 20 | 21 | 22 | 23 | 24 | 25 | 26 | 27 | 28 | 29 | 30 | 31 | 32 | 33 | 34 | 35 | 36 | 37 | 38 |
| --------- | - | - | -- | - | -- | - | -- | - | -- | -- | -- | -- | -- | -- | -- | -- | -- | -- | -- | -- | -- | -- | -- | -- | -- | -- | -- | -- | -- | -- | -- | -- | -- | -- | -- | -- | -- | -- |
| Luogo     | T | C | T  | C | T  | C | T  | C | T  | C  | T  | C  | T  | C  | C  | T  | C  | T  | C  | C  | T  | C  | T  | C  | T  | C  | T  | C  | T  | C  | T  | C  | T  | T  | C  | T  | C  | T  |
| Risultato | N | V | P  | V | P  | V | N  | V | P  | N  | P  | V  | V  | V  | N  | N  | N  | V  | V  | V  | V  | V  | N  | V  | N  | N  | V  | V  | N  | N  | P  | V  | V  | P  | N  | V  | V  | V  |
| Posizione | 7 | 5 | 13 | 8 | 15 | 8 | 10 | 5 | 11 | 9  | 12 | 9  | 6  | 5  | 6  | 5  | 5  | 4  | 3  | 3  | 1  | 1  | 1  | 1  | 1  | 1  | 1  | 1  | 1  | 1  | 3  | 2  | 1  | 3  | 3  | 3  | 3  | 2  |

Legenda:

Luogo: C = Casa; T = Trasferta. Risultato: V = Vittoria; N = Pareggio; P = Sconfitta.

### Statistiche dei giocatori
| Giocatore      | Bundesliga | Bundesliga | Bundesliga  | Bundesliga | Coppa di Germania | Coppa di Germania | Coppa di Germania | Coppa di Germania | Totale   | Totale | Totale      | Totale     |
| Giocatore      | Presenze   | Reti       | Ammonizioni | Espulsioni | Presenze          | Reti              | Ammonizioni       | Espulsioni        | Presenze | Reti   | Ammonizioni | Espulsioni |
| -------------- | ---------- | ---------- | ----------- | ---------- | ----------------- | ----------------- | ----------------- | ----------------- | -------- | ------ | ----------- | ---------- |
| G. Breitzke    | 12         | 1          | 1           | 0          | 2                 | 0                 | 1                 | 0                 | 14       | 1      | 2           | 0          |
| S. Chapuisat   | 37         | 20         | 5           | 0          | 2                 | 1                 | 1                 | 0                 | 39       | 21     | 6           | 0          |
| T. Franck      | 27         | 1          | 11          | 0          | 0                 | 0                 | 0                 | 0                 | 27       | 1      | 11          | 0          |
| S. Gorlukovich | 7          | 0          | 0           | 0          | 2                 | 0                 | 1                 | 0                 | 9        | 0      | 1           | 0          |
| U. Grauer      | 3          | 0          | 2           | 0          | 0                 | 0                 | 0                 | 0                 | 3        | 0      | 2           | 0          |
| T. Gutberlet   | 0          | 0          | 0           | 0          | 0                 | 0                 | 0                 | 0                 | 0        | 0      | 0           | 0          |
| T. Helmer      | 29         | 2          | 0           | 0          | 1                 | 0                 | 0                 | 0                 | 30       | 2      | 0           | 0          |
| D. Hofmann     | 0          | 0          | 0           | 0          | 1                 | 0                 | 0                 | 0                 | 1        | 0      | 0           | 0          |
| W. Homberg     | 1          | 0          | 0           | 0          | 1                 | 0                 | 0                 | 0                 | 2        | 0      | 0           | 0          |
| S. Karl        | 28         | 1          | 8           | 0          | 2                 | 0                 | 0                 | 0                 | 30       | 1      | 8           | 0          |
| S. Klos        | 31         | 0          | 1           | 0          | 0                 | 0                 | 0                 | 0                 | 31       | 0      | 1           | 0          |
| G. Kutowski    | 33         | 0          | 10          | 0          | 0                 | 0                 | 0                 | 0                 | 33       | 0      | 10          | 0          |
| M. Lusch       | 33         | 2          | 1           | 0          | 1                 | 0                 | 0                 | 0                 | 34       | 2      | 1           | 0          |
| F. Mill        | 28         | 4          | 4           | 0          | 1                 | 1                 | 0                 | 0                 | 29       | 5      | 4           | 0          |
| G. Poschner    | 29         | 3          | 0           | 0          | 2                 | 0                 | 0                 | 0                 | 31       | 3      | 0           | 0          |
| F. Povlsen     | 38         | 7          | 3           | 0          | 2                 | 0                 | 0                 | 0                 | 40       | 7      | 3           | 0          |
| P. Quallo      | 4          | 0          | 1           | 0          | 0                 | 0                 | 0                 | 0                 | 4        | 0      | 1           | 0          |
| K. Reinhardt   | 36         | 3          | 8           | 0          | 2                 | 0                 | 1                 | 0                 | 38       | 3      | 9           | 0          |
| M. Rummenigge  | 36         | 10         | 6           | 0          | 1                 | 1                 | 0                 | 0                 | 37       | 11     | 6           | 0          |
| B. Schmidt     | 13         | 1          | 1           | 1          | 1                 | 1                 | 0                 | 0                 | 14       | 2      | 1           | 1          |
| M. Schulz      | 38         | 1          | 4           | 1          | 2                 | 0                 | 0                 | 0                 | 40       | 1      | 4           | 1          |
| J. Wegmann     | 1          | 0          | 0           | 0          | 0                 | 0                 | 0                 | 0                 | 1        | 0      | 0           | 0          |
| M. Zorc        | 19         | 6          | 3           | 0          | 1                 | 0                 | 0                 | 0                 | 20       | 6      | 3           | 0          |
| W. de Beer     | 7          | 0          | 0           | 0          | 2                 | 0                 | 0                 | 0                 | 9        | 0      | 0           | 0          |